# Uricase
Uricase (auch bekannt unter Uratoxidase) ist ein Enzym, das in Leber, Milz und Nieren vieler Säugetiere und bei vielen wirbellosen Tieren vorkommt. Beim Menschen, Menschenartigen und Vögeln kommt Uricase jedoch nicht vor. Die Uricase in vielen Lebewesen ist kupferhaltig, die Uricasen in der Sojabohne (Glycine max), im Pilz Aspergillus flavus und im Bacillus subtilis jedoch nicht.
Uricase katalysiert im Purinstoffwechsel den Abbau der Harnsäure sowie der harnsauren Salze zu Allantoin.
Aus Mikroorganismen sowie der Schweineleber gewonnene Uricase dient in der medizinischen Diagnostik zum Nachweis des bei Gicht erhöhten Harnsäurespiegels.
Die Molekülmasse von Uricase beträgt 34,2 kDa. In einem engen pH Bereich um 10,3 bildet sich ein kovalentes Tetramer mit 136 kDa aus.

## Katalysierte Reaktion
+ O2 + H2O →  + H2O2
Harnsäure wird zu 5-Hydroxyisoharnsäure oxidiert (hydroxyliert).

## Arzneistoff
Rasburicase ist der Name eines Arzneistoffes, der bei der Behandlung akut hoher Harnsäure-Konzentrationen, insbesondere beim Tumorlyse-Syndrom zur Anwendung kommt. Chemisch handelt es sich um Uricase, die aus dem Schimmelpilz Aspergillus flavus isoliert wurde. Als rekombinant exprimiertes und aufgereinigtes Enzym kann Rasburicase intravenös appliziert werden und katalysiert den Abbau von Harnsäure zum wesentlich besser wasserlöslichen Allantoin, welches über die Nieren ausgeschieden wird. Der Arzneistoff wird in Deutschland, Österreich und der Schweiz von der Firma Sanofi-Aventis unter dem Handelsnamen Fasturtec vertrieben.

### Unerwünschte Arzneimittelwirkungen, Kontraindikationen
Im Rahmen der Anwendung kann es durch Rasburicase zu unspezifischen unerwünschten Wirkungen, wie Übelkeit, Erbrechen oder Durchfall kommen. Bei vorbestehender Sensibilisierung oder bei mehrfacher Anwendung kann es zu Überempfindlichkeitsreaktionen kommen, die von leichten allergischen Reaktionen bis zum lebensbedrohlichen anaphylaktischen Schock reichen können. Weiterhin ist Rasburicase bei bekannter Neigung zur Hämolyse, bei Schwangeren und in der Stillzeit kontraindiziert.
Rasburicase kann bei Blutentnahmen, die ungekühlt ins Labor eingesandt werden, zu falsch-niedrig gemessenen Harnsäurewerten führen, da bei höheren Temperaturen die enzymatische Abbaureaktion durch Rasburicase im abgenommenen Blut weiterlaufen kann.